# Reed (Arkansas)
Pour les articles homonymes, voir Reed.
Reed est un village situé dans l’État américain de l'Arkansas, dans le comté de Desha.